# Diego de Pantoja
Diego de Pantoja (ur. kwiecień 1571 w Valdemoro, zm. 9 Lipiec 1618 w Makau), znany także jako Pang Diwo (chiń. 龐迪我) – hiszpański uczony, misjonarz i jezuita. Działał w Chinach jako misjonarz, oprócz tego zajmowała go praca naukowa, był zainteresowany zwłaszcza geografią i astronomią, oprócz tego posiadał dużą wiedzę z zakresu muzyki. Jego relacja z pobytu w Chinach zawiera wiele informacji o miejscowej cywilizacji.

## Życiorys
Diego de Pantoja był synem Diego Sáncheza i Marianny Pantoja, którzy pochodzili z dobrze usytuowanych i poważanych w okolicy rodzin. Wśród jego przodków znajdowali się: profesor teologii z uniwersytetu w Alcalá de Henares, członkowie kilku różnych zakonów (na przykład jezuita Bautista de Alderete) i członkowie inkwizycji. Diego od najmłodszych lat przebywał w towarzystwie dostojników, zarówno świeckich jak i duchownych, jego rodzina znajdowała się pod opieką księcia de Lerma. 6 kwietnia 1589 roku de Pantoja wstąpił do zakonu Jezuitów i rozpoczął naukę w kolegium w Alkali. W 1593 roku przebywał w Plasenci, gdzie kontynuował naukę teologii, gramatyki, retoryki, logiki, filozofii, nauk ścisłych, architektury i sztuki. Poza tym uczył się także greki i łaciny. Jego nauczycieli dostrzegli w nim spory potencjał i dlatego został zezwolono mu na pobieranie nauki w kolegium w Toledo. Tam spotkał Gila de la Matę, przełożonego jezuickiej misji w Japonii.
Zainspirowany opowieściami de la Maty i zachęcany przez swojego mistrza, Luis de Guzmana, zapragnął zostać misjonarzem. Zwrócił się z prośbą do władz zakonu o wydanie pozwolenia na wzięcie udziału w misji. Przełożeni zgodzili się, ale długi czas opór planom de Pantoji stawiała rodzina. Mimo to postanowił on udać się na Daleki Wschód i w tym celu wyjechał do Lizbony. Źródła nie podają zbyt wielu informacji na temat jego pobytu w Portugalii i podróży. Wiadomo że 10 kwietnia 1596 roku wypłynął do  regionu Goa w Indiach, gdzie dotarł 25 października. Pół roku później, 23 kwietnia 1597 roku, wyruszył do Makau. Towarzyszyli mu Alessandro Valignano, Nicolò Longobardo i Manuel Dias. Na miejsce dotarł 20 lipca. Po przybyciu do portugalskiej kolonii pobierał jeszcze przez jakiś czas nauki i sposobił się do wyruszenia w drogę do Japonii. W międzyczasie jednak stosunki między władzami tego kraju a miejscowymi chrześcijanami znacznie się pogorszyły i ostatecznie podróż nie doszła do skutku.  De Pantoja zdecydował się wówczas na pozostanie i pracę misyjną w Chinach. W 1599 roku udał się w podróż do Nankinu. Przez jakiś czas podróżował po Chinach, poznając miejscową kulturę i obyczaje.
W marcu 1600 roku spotkał się z innym jezuitą, Matteo Riccim. Od tego momentu podróżowali razem i w maju tego samego roku udali się do Pekinu, do którego dotarli pod koniec stycznia 1601 roku. De Pantoja napisał wówczas list do Luisa de Guzmána w którym zawarł opis swojej podróży po Chinach. Była to bardzo obszerna relacja, która liczyła sobie 256 stron. Praca ta jest obecnie uważana za ważne źródło historyczne. Służy do badań dziejów misji jezuickiej w Chinach i jest jednym z pierwszych europejskich opracowań etnograficznych dotyczących Chin. Pantoja zawarł tam bowiem znaczną liczbę opisów na temat miejscowej kultury, obyczajów, mody, jedzenia, rolnictwa, handlu, polityki i wielu innych dziedzin. Opisywał również postępy procesu ewangelizacji w różnych częściach kraju. De Pantoja i jego towarzysze nie mogli od razu zobaczyć się z cesarzem. Z powodu nieufności miejscowych elit, dość długo czekali na audiencję. W końcu, za pomocą podarków, udało im się jednak przekonać władcę do spotkania. Według relacji de Pantoji, cesarz był zafascynowany zegarami jakie podarowali mu jezuici i pragnął poznać zasadę ich działania. Był to bezpośredni powód dla którego Wanli zaprosił ich do pałacu. Oprócz prezentacji zegarów, jezuici przedstawili dworowi cesarskiemu informacje o krajach z których pochodzą. Cesarz pozwolił im na pobyt i działalność na terenie swojej stolicy.
Wykształcenie i wiedza de Pantoji i jego towarzyszy zdobyły im przychylność znacznej części grupy zwanej literati, czyli uczonych urzędników państwowych. Kilku z nich po pewnym czasie przyjęło nawet chrzest, jak na przykład Xu Guangqi. Ricci cieszył się sławą znakomitego astronoma i matematyka a Pantoja kartografa i znawcy muzyki. Pierwszym, większym wyzwaniem jakiego się podjęli było ustalenie współrzędnych geograficznych miast chińskich leżących między Kantonem a Pekinem. Obydwaj jezuici szybko opanowali miejscowy język. Po śmierci Ricciego, do Pantoji dołączył Sabatino de Ursis. Diego i jego nowy towarzysz otrzymali od cesarza zadanie zreformowania kalendarza. Nie dokończyli jednak prac. Stosunki między europejskimi misjonarzami a elitami politycznymi zaczęły się bowiem psuć. W 1615 roku nowym Ministrem Rytów został człowiek bardzo nieprzychylny ideom chrześcijańskim. Uważał nową religię za zagrożenie dla spokoju wewnętrznego cesarstwa i skutecznie przekonywał cesarza do swojej opinii. Wobec pogorszenia stosunków z dworem Pantoja i de Ursis zdecydowali się na opuszczenie Pekinu w marcu 1617 roku. Początkowo udali się do Kantonu, przez Nankin. Potem jednak wrócili do portugalskiej kolonii w Makau, gdzie Pantoja zmarł w 1618 roku.